# Botschaften – Die Berlinische Botschaft

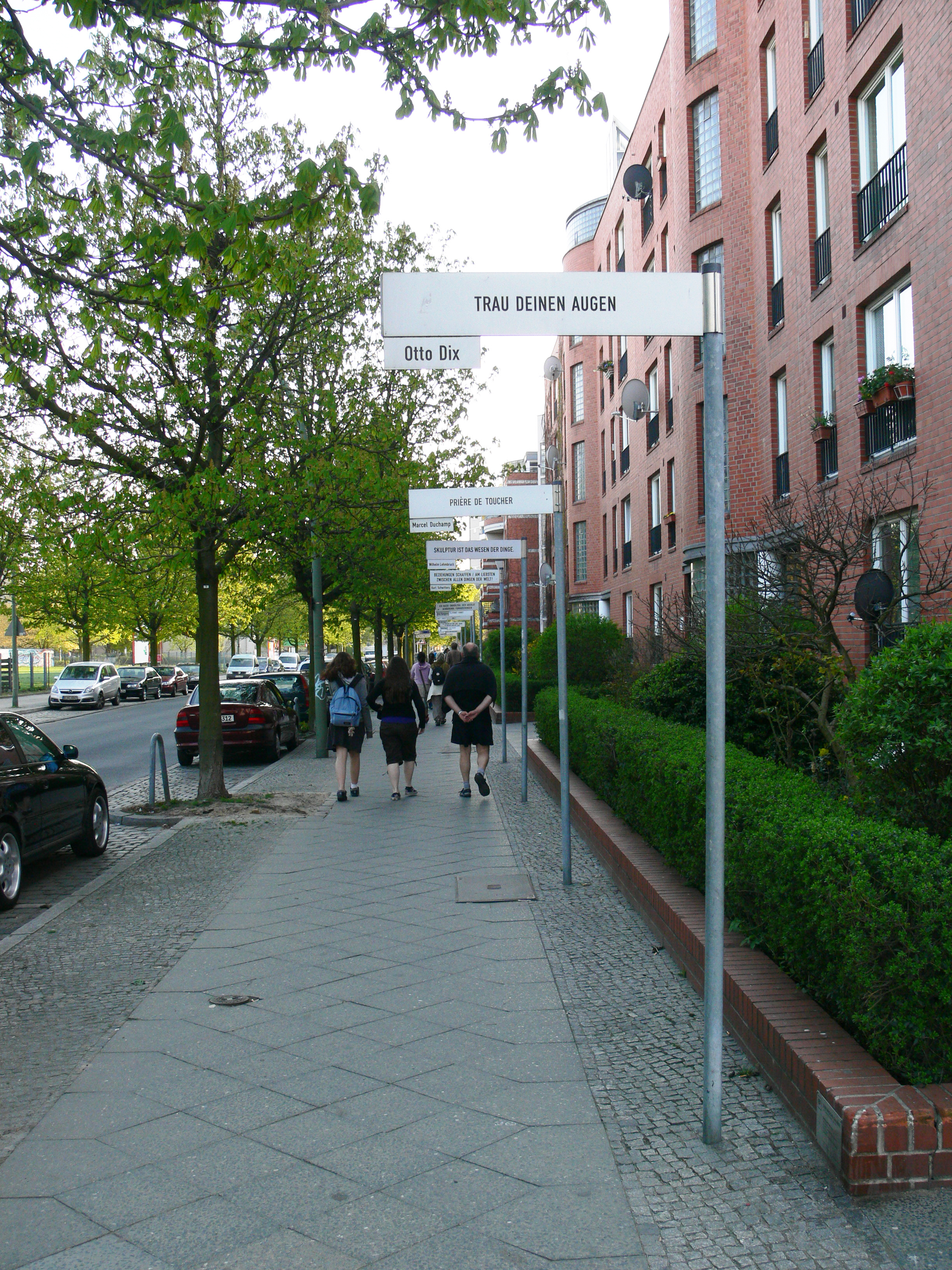
Werk Botschaften – die Berlinische Botschaft von Silvia Klara Breitwieser in Berlin-Kreuzberg

Botschaften – Die Berlinische Botschaft ist ein Werk der deutschen Künstlerin Silvia Klara Breitwieser. Es besteht aus insgesamt 32 Schilderobjekten, die in der Alten Jakobstraße, der Straße Am Berlin Museum sowie der Lindenstraße im Berliner Ortsteil Kreuzberg aufgestellt sind. Es ist ein Teil einer elfteiligen Ausstellung mit dem Titel Kunst – Stadt – Raum der Berlinischen Galerie, die im öffentlichen Raum zu sehen ist.

## Aufbau
Die Installation besteht aus 32 Schilderobjekten, die auf den ersten Blick wie ein gewöhnliches Straßenschild aussehen. Der Mast eines jeden Schildes besteht aus feuerverzinktem Eisen, die Schilder aus Aluminium, die mit Kunststoff beschichtet sind. Das Werk entstand in den Jahren 1996 und 1997 und ist eine Dauerleihgabe der Künstlerin.

## Symbolik
Die Künstlerin wollte mit dem Werk eine Verbindung zwischen dem Jüdischen Museum und der Berlinischen Galerie herstellen – der kürzeste Weg von einem Museum zum anderen führt über ebendiese Straße. Um die Besucher der Häuser auf einen spannenden Museumsbesuch einzustimmen, hatte sie zuvor 30 Museen aus Ost und West um ein Statement zur Lage der Kunst gebeten. Diese Einschätzung zur Zukunft der Kunst sollte ein virtuelles Dach zwischen den beiden Museen herstellen, unter denen der Besucher von einem Museum zum anderen gelangt. Diese Statements kann der Besucher nun auf der einen Seite des Schildes lesen. Auf der anderen Seite ist angegeben, wer dieses Statement abgegeben hat.

## Umfeld der Ausstellung
Da die Berlinische Galerie aus Platzmangel keinen eigenen Skulpturengarten unterhalten kann, kam die Idee auf, das Umfeld der Galerie zum öffentlichen Kunstraum umzugestalten. Damit sollen Spaziergänger, die hier in der Südlichen Friedrichstadt auf der Suche nach Museen wie dem Jüdischen Museum sind, signalisiert werden: „Hier bin ich bestimmt richtig.“.